# Encopresis infantil
Encopresis infantil es la defecación involuntaria que sobreviene al niño mayor de 4 años, sin existir causa orgánica que lo justifique. Se asocia frecuentemente con la enuresis. Frecuentemente sobreviene durante el día, contrariamente a la enuresis. Tal como la enuresis, es un signo de perturbación de las primeras etapas de la maduración de la personalidad. En determinados casos graves de estreñimiento funcional en niños puede aparecer encopresis, debido a que el recto se hace insensible a la estimulación, se acumulan heces muy sólidas y las heces blandas pueden escapar.
Se diferencia de la "incontinencia fecal infantil" en que esta última es inconsciente y su etiología es orgánica (enfermedades metabólicas, malformaciones congénitas, oligofrenia). La incontinencia puede asociarse con trastornos en la motricidad, crisis epilépticas, anomalías del lenguaje, manipulación de excrementos e, incluso, coprofagia.